# Suizhou (Meteorit)
Koordinaten: 31° 37′ 0″ N, 113° 28′ 0″ O
Der Meteorit Suizhou (chinesisch 随州陨石, Pinyin Suizhou yuanshi) bzw. Suizhou L6 Chondrit ist ein Meteorit, der am 15. April 1986 in einem aus zwölf Meteoriten bestehenden Schauer mit einem Gesamtgewicht von zunächst ca. 17 kg (nach Mindat 70 kg, nach Meteoritical Bulletin 260 kg) auf die Region Dayanpo des Stadtbezirks Zengdu der bezirksfreien Stadt Suizhou in der chinesischen Provinz Hubei fiel. Die Entdeckung natürlicher Hochdruckminerale des Meteoriten ist bedeutend für das Verständnis der Mineralbildung und Geochemie des Erdmantels.
Das nach Tu Guangzhi benannte Mineral Tuit (chin. 涂氏磷钙石; Pinyin: Tushilingaishi) und das nach Xie Xiande benannte Mineral Xieit (chin. 谢氏超晶石 Xieshichaojingshi) wurden hier erstmals entdeckt.